# Better Than This (canción de Marion Raven)
«Better Than Rhis» (en Español "Mejor que esto") es el primer sencillo promocional de la cantautora Noruega Marion Raven, perteneciente a su más reciente producción discográfica Scandal Vol. 2. El sencillo fue lanzado a través de iTunes en Noruega el día 16 de diciembre de 2014, y lanzado internacionalmente el 17 de febrero de 2015 de manera digital a través de iTunes.
"Better than This" ha sido presentado ya en la televisión noruega a través de los programas de TV como la final de Idol Norge, y programas de radio, presentando la versión acústica del sencillo. Además de ser parte del nuevo álbum "Scandal, Vol. 2" también está incluido en la versión internacional de su álbum Songs from a Blacbird lanzado en septiembre del año anterior.

## Vídeo musical
El 22 de enero de 2015 se estrenó su vídeo musical a través del canal oficial de Marion Raven en VEVO. Temporalmente, el video solo estaba disponible para el público Noruego, . Fue dirigido por el noruego Bjørn Opsahl y muestra a Marion en diferentes etapas de su vida, representada por variadas actrices, entre ellas Malene Ravn (Marion de 3 años) y Karoline Krøvel Midtbø (Marion de 10 años). El vídeo ha causado cierta confusión y polémica entre los fanes de la extinta banda M2M, ya que en el video se muestra el diario púrpura que Marion Raven empezara a escribir desde los inicios de su carrera: en el diario aparecen citas y fotografías de ella y Marit Larsen en el tiempo en que eran M2M. El audio del vídeo corresponde a una versión más corta de la canción que será incluida en el sencillo internacional como un "radio edit".
El 13 de febrero de 2015, el vídeo de "Better Than This" fue puesto para su reproducción a través del mismo canal de Marion Raven en VEVO, disponible internacionalmente. El vídeo se puso a la venta en iTunes a partir de ese mismo día.

## Sencillo de iTunes
1. Better than This (Radio edit) - 3:35
2. Better than This (Álbum versión) - 3:46
3. Better than This (Acoustic version) - 3:48